# Sapana
Sapana ist eine Streusiedlung im Departamento La Paz im südamerikanischen Andenstaat Bolivien.

## Lage im Nahraum
Sapana ist zweitgrößter Ort des Municipios Taraco in der Provinz Ingavi. Die Ortschaft liegt auf der Taraco-Halbinsel im südlichen Teil des Titicacasees auf einer Höhe von 3843 m an der nördlichen Küstenebene. Knapp dreißig Kilometer weiter südöstlich liegt Tiahuanaco, die international bekannte Weltkulturerbe-Ruinenstätte aus der Prä-Inka-Kultur.

## Geographie
Sapana liegt auf dem bolivianischen Altiplano am Titicacasee zwischen den Anden-Gebirgsketten der Cordillera Occidental im Westen und der Cordillera Central im Osten.
Die mittlere Durchschnittstemperatur im Bereich des Titicacasees liegt bei etwa 9 °C, der Jahresniederschlag beträgt 500–600 mm (siehe Klimadiagramm Juliaca). Die Region weist ein ausgeprägtes Tageszeitenklima auf, die Monatsdurchschnittstemperaturen schwanken nur unwesentlich zwischen 7 °C im Juli und 12 °C im Dezember. die Monatsniederschläge liegen zwischen unter 10 mm in den Monaten Mai bis August und knapp über 100 mm von Januar bis Februar.

## Verkehrsnetz
Sapana liegt in einer Entfernung von 102 Straßenkilometern westlich von La Paz, der Hauptstadt des gleichnamigen Departamentos.
Von La Paz aus führt die asphaltierte Nationalstraße Ruta 2 über 13 Kilometer bis El Alto, von dort die Ruta 1 weitere 63 Kilometer in westlicher Richtung bis Tiawanacu. Von dort führt eine unbefestigte Straße über Pillapi San Agustín in nordwestlicher Richtung bis Taraco. Von hier aus sind es noch einmal zwei Kilometer in nördlicher Richtung, bei Sapana zweigt dann eine Landstraße in westlicher Richtung ab, die über Ñachoca nach Santa Rosa de Taraco führt.

## Bevölkerung
Die Einwohnerzahl der Ortschaft ist in den vergangenen beiden Jahrzehnten angestiegen, Detaildaten sind derzeit nicht abrufbar:
| Jahr | Einwohner         | Quelle       |
| ---- | ----------------- | ------------ |
| 1992 | keine Detaildaten | Volkszählung |
| 2001 | keine Detaildaten | Volkszählung |
| 2012 | 1055              | Volkszählung |
| 2024 |                   | Volkszählung |

Die Region weist einen hohen Anteil an Aymara-Bevölkerung auf, im Municipio Taraco sprechen 97,1 Prozent der Bevölkerung Aymara.